# حارة الجرداء (صنعاء)
حارة الجرداء هي إحدى حارات حي دار سلم بضواحي الأمانة مديرية سنحان وبني بهلول، بلغ تعداد سكانها 15296 نسمة حسب تعداد اليمن لعام 2004.